# Éric Vu-An
Éric Binh Vu-An (París, 3 de enero de 1964 - Niza, 8 de junio de 2024) fue un bailarín, coreógrafo y actor francés.

## Biografía
Nacido en París el 3 de enero de 1964, el padre de Vu-An era de Guadalupe y su madre era vietnamita. Ingresó en la École de Danse en 1974 tras ser reclutado por Claude Bessy y recibir una exención de edad del fr. En 1982, comenzó sus primeros roles como solista en el Ballet de la Ópera de París. Fue elegido como protagonista en una producción de Don Quijote por Rudolf Nureyev en 1983 antes de que Maurice Béjart le diera el papel principal en Boléro. Surgió una disputa en marzo de 1986 entre Béjart y Nureyev sobre el anuncio de Vu-An y Manuel Legris como danseur étoile. La disputa se resolvió a favor de Nureyev, con Legris convirtiéndose en danseur étoile. Vu-An luego dejó la Ópera de París y se unió al Gran Teatro de Burdeos, donde se desempeñó como jefe de ballet de 1995 a 1997. El 1 de enero de 2005, fue nombrado maestro de ballet asociado con el líder del Ballet Nacional de Marsella, Frédéric Flamand.
En 2009, Vu-An se convirtió en director artístico de ballet en la Ópera de Niza. En 2018, una publicación en Mediapart lo acusó de "gestionar su compañía con un sentimiento de omnipotencia" y de acosar a las bailarinas embarazadas. Una de las bailarinas, Gaëla Pujol, presentó una denuncia en su contra por acoso. Pujol alegó que el comportamiento era recurrente y que podía proporcionar testimonios de otros bailarines y víctimas. Sin embargo, Vu-An denunció las acusaciones. El 24 de abril de 2018, se anunció que las autoridades de Niza investigarían las denuncias. Sin embargo, Vu-An no fue acusado por sus acciones debido a la falta de pruebas, y el juez que presidía desestimó el caso el 11 de julio de 2022. Una sala de instrucción en Aix-en-Provence confirmó la desestimación el 30 de marzo de 2023.

## Fallecimiento
Vu-An fue diagnosticado con un tumor cerebral a principios de 2022. Falleció en Niza el 8 de junio de 2024, a la edad de 60 años, dos semanas después de que su esposo, Hugues Gall, falleciera.

## Filmografía

### Cine
- 1990: Té en el Sahara de Bernardo Bertolucci: Belqassim
- 1998: Donne in bianco de Tonino Pulci
- 1998: Azúcar amargo de Christian Lara: El caballero de San Jorge
- 2004: Riéndose a carcajadas de Christian Lara: Peter

### Televisión
- 2001: ¡Todo está bien, es Navidad!, película para televisión de Laurent Dussaux
- 2002: Patrón personalizado, película para televisión de Stéphane Clavier: Ludovic
- 2003: Las amistades peligrosas, miniserie de Josée Dayan

## Distinciones
- Oficial de la Legión de Honor (2016), caballero (2004)
- Oficial de la Orden Nacional del Mérito (2008)
- Comendador de la Orden de las Artes y las Letras (2011), caballero (1991)[14]

### Premios
- Concurso Internacional de Danza de Varna 1980: medalla de plata
- Premio Carpeaux Circle Dance 1982: primer ganador
- Premio Nijinsky 1986, otorgado por Serge Lifar y la Universidad de Danza
- Premio Ludmilla-Cherina 2005
- Premio Internacional Ariston-Proballet de Danza y Arte 2011